# Київська соборна мечеть
Київська соборна мечеть (тур. Kiev Katedral Camii, крим. Kıyiv Cuma Cami) — проект соборної мечеті Києва, що буде входити до складу Кримськотатарського освітньо-культурного центру.
Мечеть має стати найбільшою мечеттю в Україні.

## Історія
Компанія Ріната Ахметова планувала на місці заводу спорудити офісний центр.
21 квітня 2019 року за особистим рішенням кінцевого бенефіціара SCM Ріната Ахметова майно подароване кримськотатарській громаді для будівництва Київського кримськотатарського культурно-освітнього центру із мечеттю.
2020 року Рустем Умєров (його старший брат Аслан Омєр Киримли є одним із засновників БО «Астем Фаундейшн») повідомив, що спільно з Турецькою Республікою йде активна робота над проєктом будівництва культурно-освітнього комплексу в центрі Києва, до якого входять Соборна мечеть, загальноосвітня школа та багатопрофільний культурний центр.
2024 року Фонд національного добробуту Криму подав до суду щодо позбавлення статусу пам'ятки пивоварню Шульца.
14 травня 2024 року Київський окружний адміністративний суд позбавив статусу пам'ятки архітектури комплекс пивоварні Шульца.
23 липня 2024 року Шостий апеляційний адміністративний суд відновив пам'яткоохоронний статус комплексу будівель на проспекті Голосіївському, 8, які більш відомі як броварня родини Шульца.

## Проєкт
У місті Київ планується побудувати комплекс, котрий буде громадським, культурним, соціальним, освітнім та духовним центром кримських татар та мусульман України в цілому. Буде збудовано школу для дітей з Криму та України. Планується навчати мінімум 200 учнів, 50 з котрих буде пансіонного типу. Мечеть розрахована на 5000 осіб. В котрій передбачено жіночу зону та приміщень для мам. Культурно-діловий центр, в котрому буде розміщено музей кримських татар, бібліотека, конференц зала, приміщення для різних гуртків. Кафе та магазини в національному стилі. З мінаретів мечеті будуть лунати звуки азана.
Загальна площа будівництва складтиме: орієнтовно 30 000 м2.
Мечеть буде збудовано у Османському архітектурному стилі загальною місткістю 5000 осіб. Президент Туреччини Реджеп Таїп Ердоган погодився фінансувати будівництво Соборної мечеті.